# Rhododendron mucronatum
Rhododendron mucronatum är en ljungväxtart som först beskrevs av Carl Ludwig von Blume, och fick sitt nu gällande namn av George Don jr. Rhododendron mucronatum ingår i släktet rododendron, och familjen ljungväxter. Inga underarter finns listade i Catalogue of Life.

## Bildgalleri

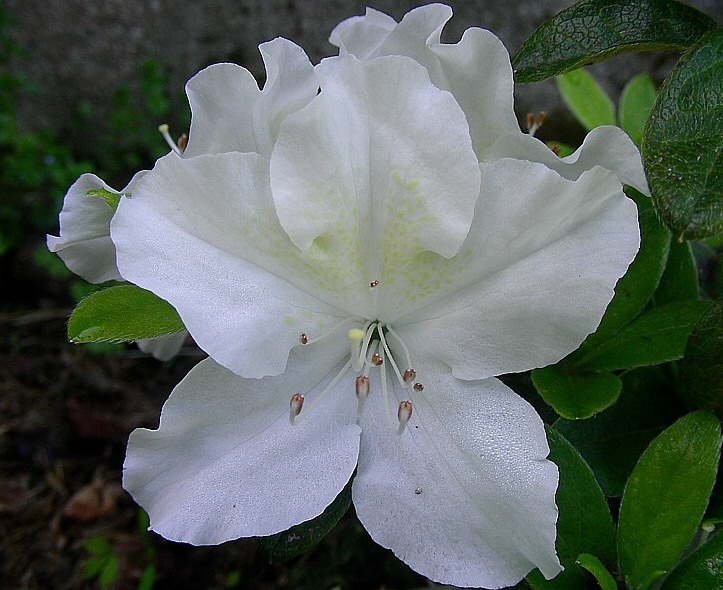
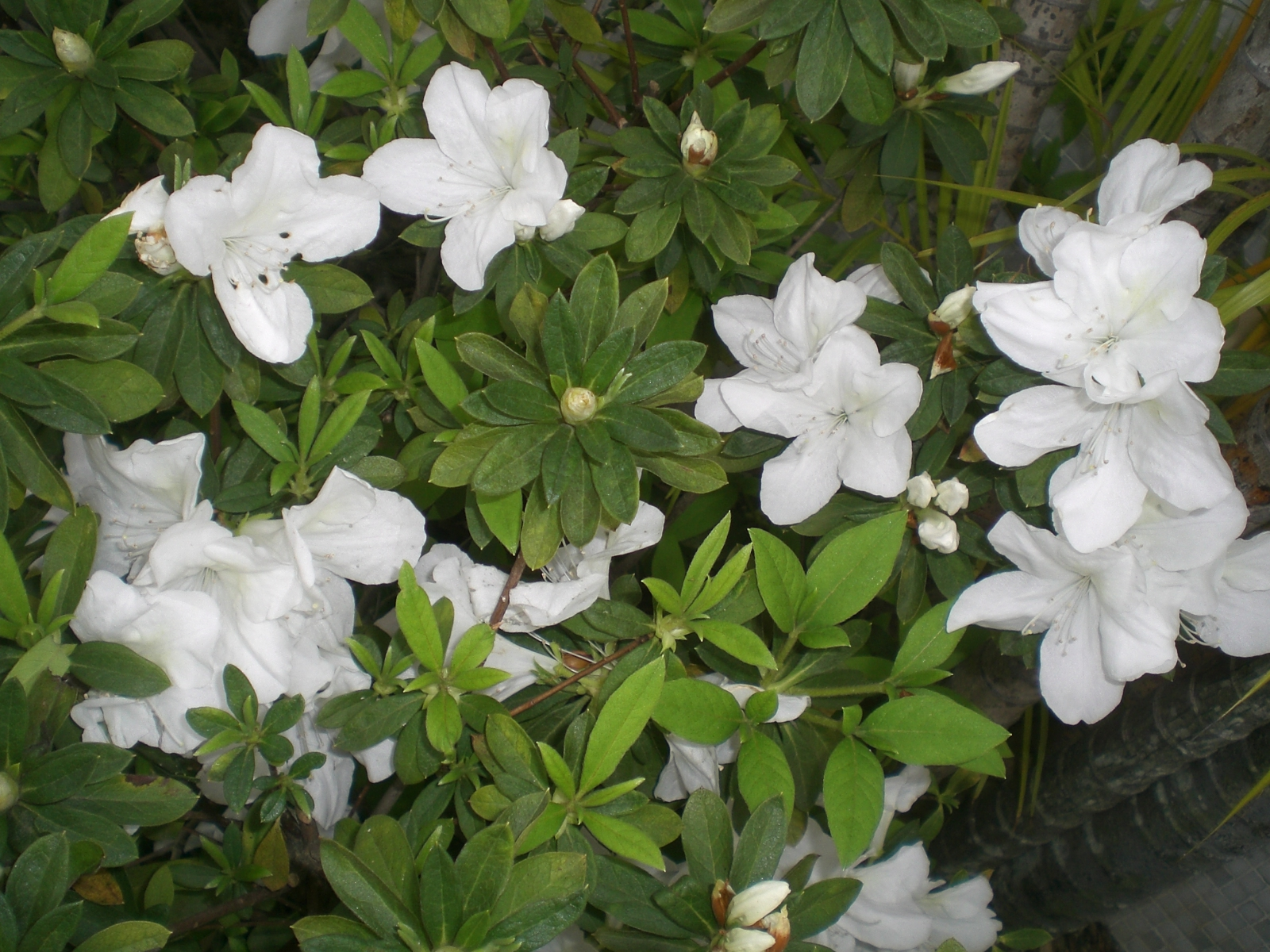
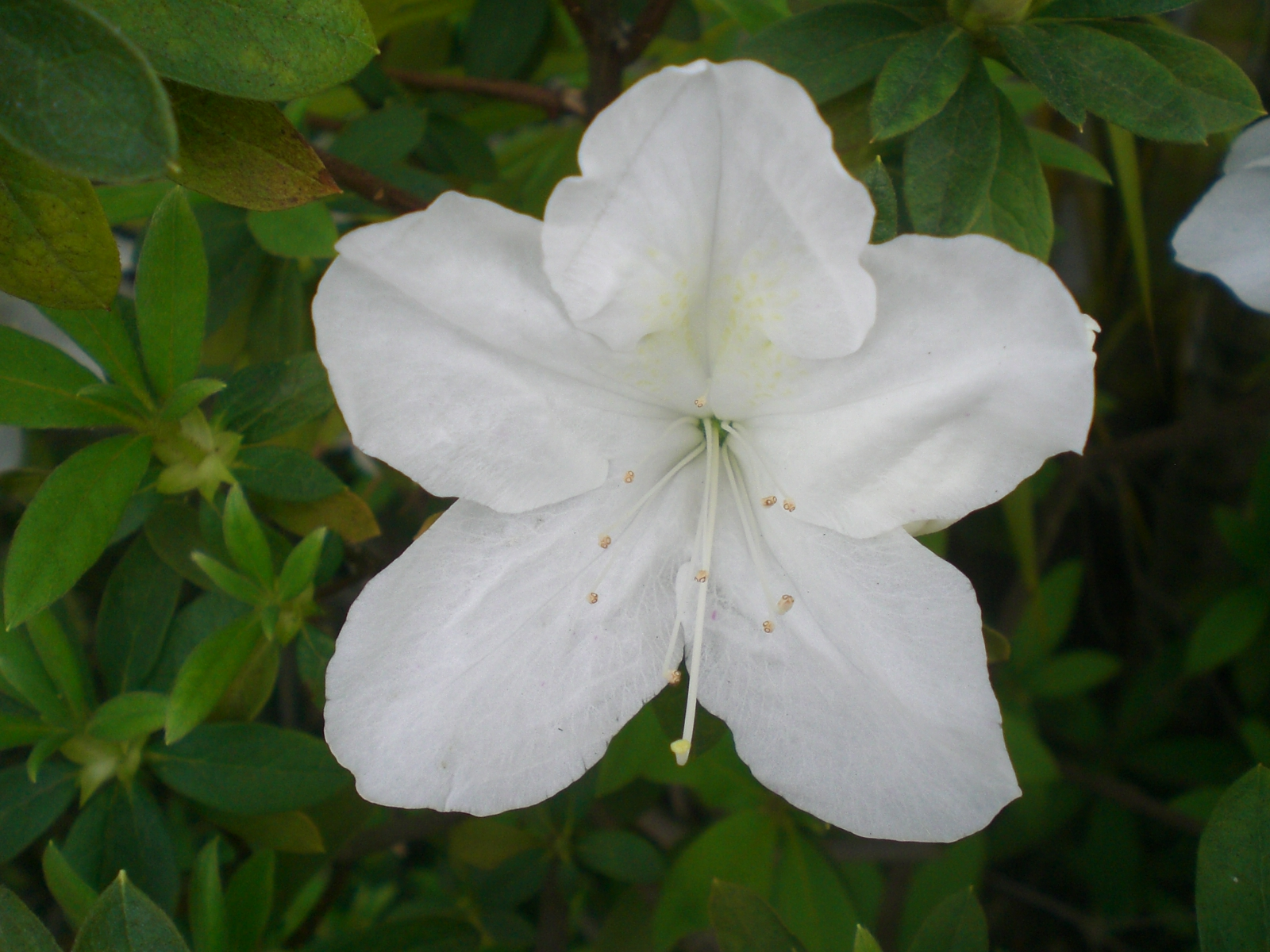
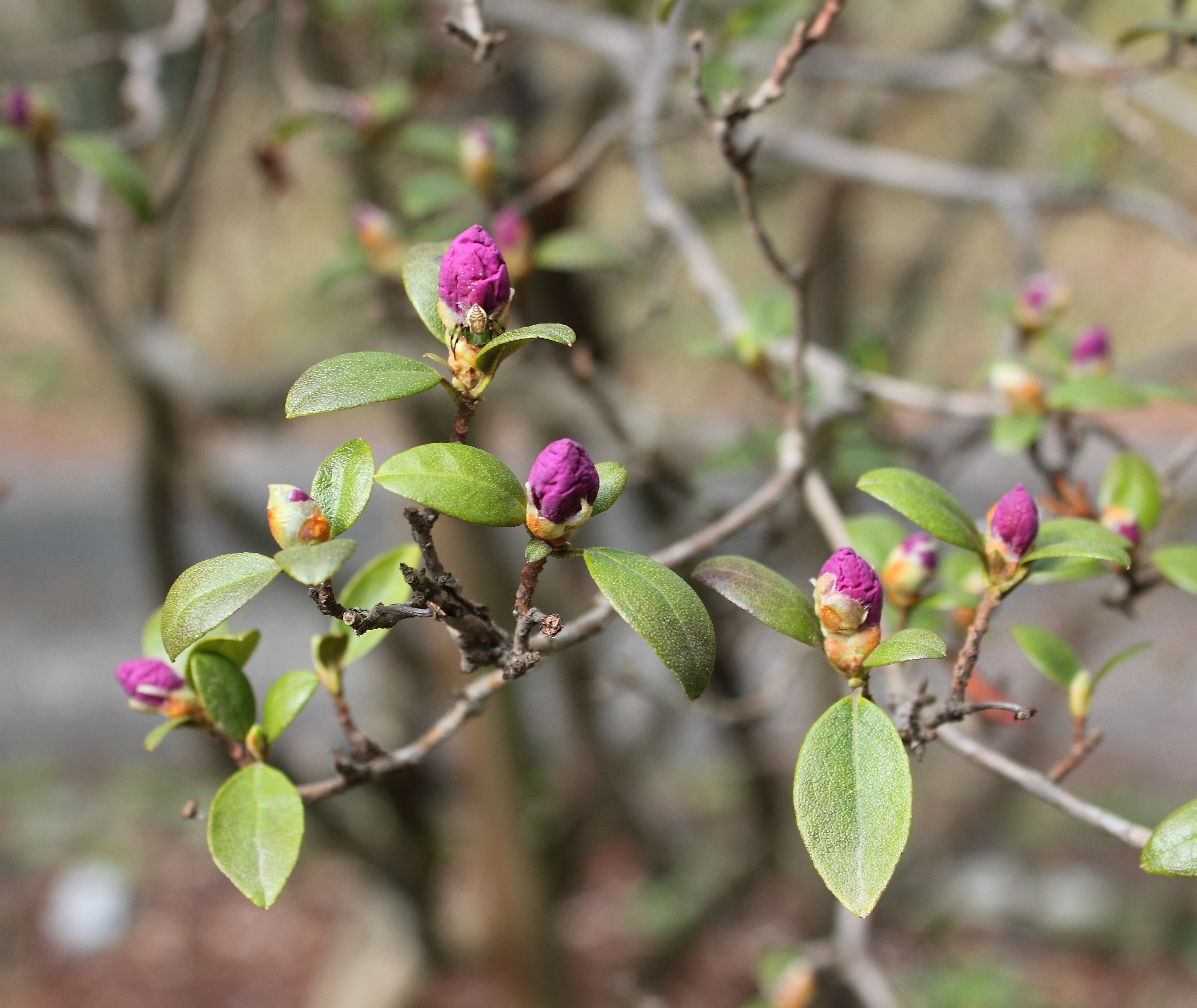
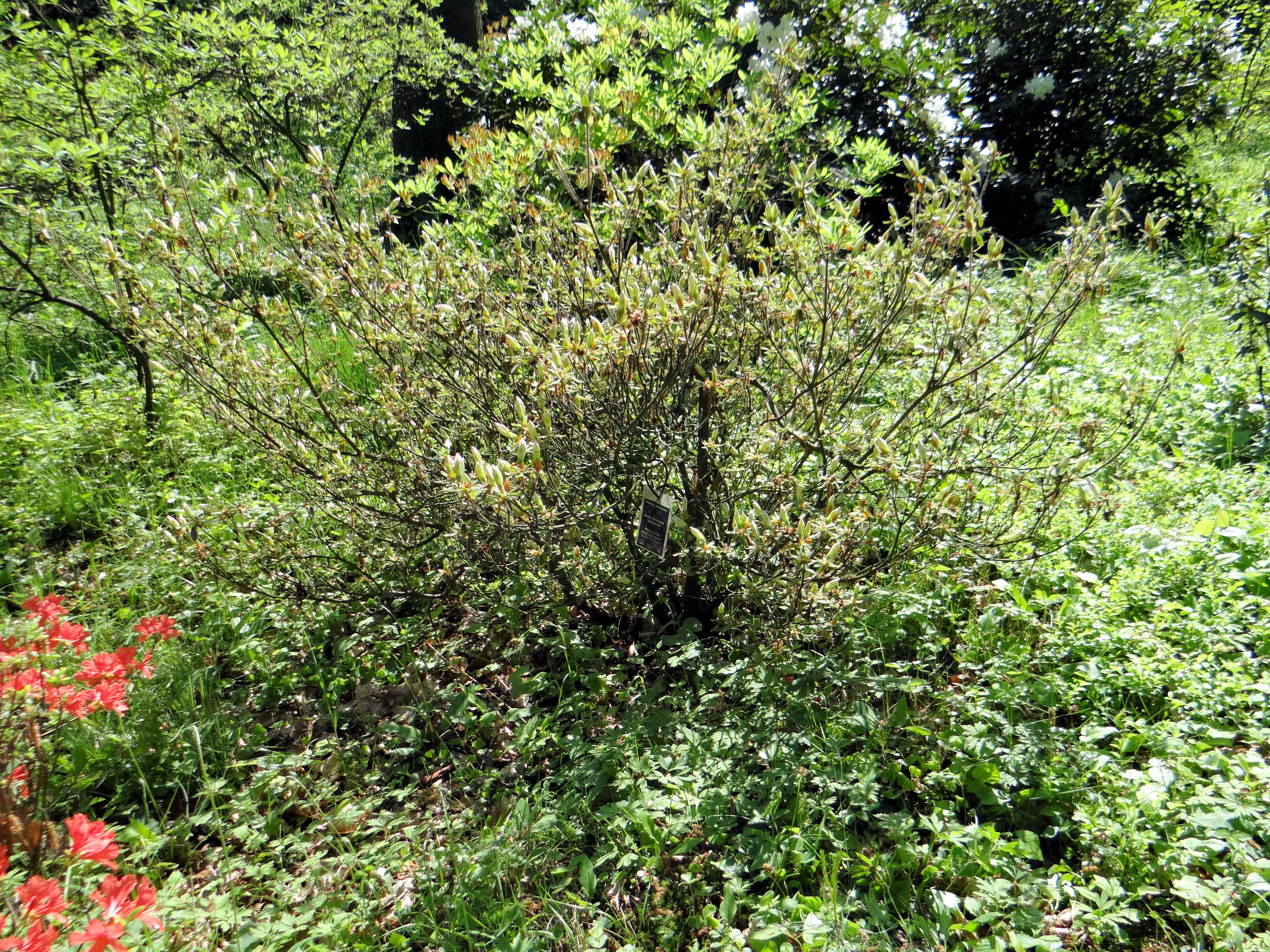
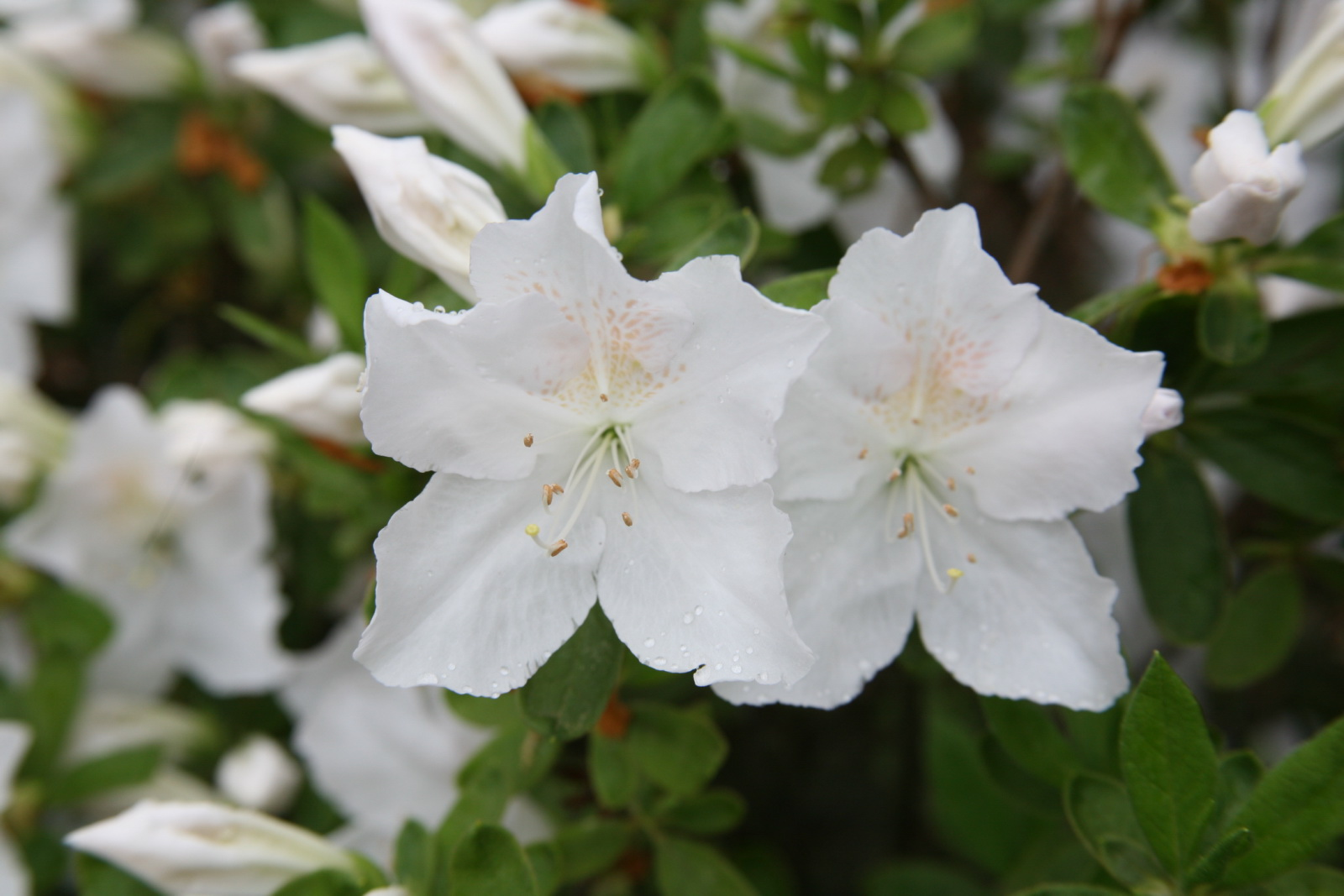